# Reghu Kumar

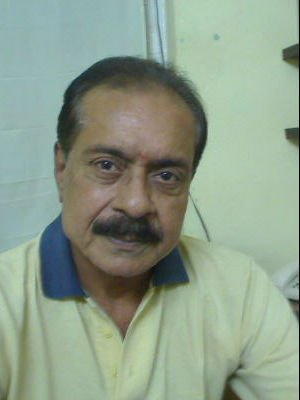
Reghu Kumar.

Reghu Kumar (Raghu Kumar, 13 de junio de 1953 - 20 de febrero de 2014) fue un compositor destacado de Kerala, India. Sus composiciones fueron notables desde 1980.

## Primeros años
Nacido en una familia Pootheri prominente en Kozhikode en Kerala, el 13 de julio de 1953, Kumar comenzó a entrenar en la música clásica de la India con la vocal carnática a temprana edad bajo la tutela de Guru G.S.Sreekrishnan. Movido a entrenar en la percusión de la India en la tabla bajo la hábil dirección del gurú Balasubramaniam (All India Radio). Fascinado por la música indostaní, comenzó a entrenar en el sitar bajo el gurú Vincent (aka Vincent Master).
A la edad de 15, Reghu Kumar debutó en el escenario como un artista de acompañamiento de músicos eminentes sobre la percusión clásica y occidental de la India en todo el país. A la edad de 16 él era un percusionista graduado de All India Radio. Luego se graduó de grado 'A' como compositor de música para el All India Radio. Realizó una entrada en la industria del cine como músico, bajo la dirección del eminente músico arreglista/compositor R. K. Shekhar (Padre de A.R. Rahman).

## Vida personal
Estuvo casado con la actriz Bhavani. La pareja tiene dos hijas: Bhavana, Bhavitha. Murió el 20 de febrero de 2014, debido a una insuficiencia renal. Prasanna y Vijayakumar son sus hermanos.

## Hits famosos
1. Thalavattam
2. Hello My Dear Wrong Number
3. Shyama
4. Boeing Boeing
5. Maya Mayuram
6. Kanakkinavu
7. Aryan

## Discografía

### Filmes
- Visham
- Onnanam Kunnil Oradi Kunnil
- Aram Aram Kinnaram
- Ponthooval
- Onnum Mindatha Barya
- Nadhi Muthal Nadhi Vare
- Veendum Liza
- Ithra Mathram
- Pavam Poornima
- Hello My Dear Wrong Number
- Cheppu
- Aryan
- Ayiram Kannural
- Manassariyathe
- Amina Tailors
- Kottum Koravayum
- Aatta Katha
- Kana Kinavu
- Maya Mayuram
- Shyama
- Pouran
- Subadram
- Eswara Jagadeeshwara
- Manasille Manpeda
- Thalavattam
- Boeing Boeing
- Dheera (1982)
- Collector (filme)

### Álbumes
- Hari Narayana por S. Janaki (Magnasound)
- Gana Pournami    (HMV)
- Sweet Melodies Vol.3 por K.J. Yesudas (Tarangini)
- Festival Songs (Taragini)
- Thulasimala (Tarangini)
- Ehithira Thumpi (Audiotracks)